# Площадь Эрнста Тельмана
Площадь Э́рнста Те́льмана (с 15 мая 1985 года) — площадь в Москве на территории района Аэропорт Северного административного округа. На площади также расположен памятник Эрнсту Тельману.

## Расположение
Находится на пересечении Ленинградского проспекта и улицы Черняховского между домами № 2 и 3 по улице Черняховского и домом № 62а по Ленинградскому проспекту.
31 января 2019 года южная часть площади между Ленинградским проспектом, улицами Викторенко и Острякова была переименована в площадь Академика Кутафина.

## История
Площадь образовалась в 1950-х годах. Согласно генеральному плану 1951 года, в этом месте под Ленинградским проспектом должен был пройти тоннель проектируемого четвёртого кольца Москвы. Для этого тоннеля был оставлен задел в виде широких площадей с обеих сторон проспекта. Однако проект строительства тоннеля впоследствии не был реализован.

## Происхождение названия
Площадь названа 15 мая 1985 года в честь Эрнста Тельмана (1886—1944) — председателя Коммунистической партии Германии.

## Здания и сооружения
- Дом 62а по Ленинградскому проспекту — ТЦ «Галерея Аэропорт».
- В 1986 году был установлен памятник Эрнсту Тельману (скульпторы Вл. А. и В. А. Артамоновы, архитектор В. А. Нестеров)[5].

## Транспорт

### Ближайшая станция метро
- на площади расположен один из выходов станции метро «Аэропорт».